# Олевська республіка
Оле́вська респу́бліка — локальне українське державне утворення, що підпорядкована Уряду УНР, на Поліссі з 21 серпня по 15 листопада 1941 року в період Другої світової війни на території Олевського району, який з 20 жовтня 1941 входив до складу Генеральної округи Житомир.
Українська народно-революційна армія

## Передумови
У 1920 році Уряд Української Народної Республіки, очолюваний Симоном Петлюрою, не в силах протистояти більшовицьким окупантам, емігрує за кордон, ні на мить не полишаючи надію у майбутньому відтворенні держави України. 20 червня 1940 року рада старійшин в екзилі уповноважила Тараса Бульбу-Боровця для боротьби з більшовицькою владою створити на території Радянського Союзу з місцевого українського населення партизанські загони.
З початком війни між СРСР і Німеччиною для легалізації створеної ним української міліції «Поліської Січі» Тарас Дмитрович 5 серпня 1941 року звертається з проханням до німецької влади забезпечити загін зброєю та всім необхідним. Згода керівників команди 213 німецької дивізії була дана 8 серпня з умовою нейтралізації радянських партизанів і парашутистів на Поліссі на організацію збройної частини чисельністю 1000 чоловік (Einheit «Polisska Sitsch»). Зброя і спорядження для даного формування були частково трофейні, а частково надані німецькими військами.
14 серпня 1941 року один із підрозділів «січовиків», очолюваний поручником Омельяновим, перейшов старий радянсько-польський кордон і вступив на територію Олевського району, більшість жителів якого зустрічали вояків, як визволителів. Через села Кам'янка та Лопатичі загін бульбівців чисельністю в 300 чоловік вирушив, до Олевська, змусивши радянський партизанський загін ім. Чапаєва всього 260 чоловік відступити в ліси (за іншими даними, Олевськ захищало 70 осіб). 20 серпня 1941 року до с. Сновидовичі прибув Тарас Боровець, де знаходився загін Поліської Січі, який тимчасово відступив з Олевська і наказав більше не полишати місто. Згідно зі спогадами Бульби-Боровця, зі сторони Білорусі, на допомогу Поліській Січі, за попередньою домовленістю з Всеволодом Родзьком і Михайлом Вітушкою підійшла Білоруська самооборона. 21 серпня 1941 року, оволодівши Олевськом і розмістивши свій штаб у сучасному приміщенні ПТУ-10, Тарас Дмитрович розпочинає активну діяльність зі створення зародків майбутньої Української держави. Це була своєрідна суверенна українська республіка, де не було ні німецьких, ні радянських підрозділів.

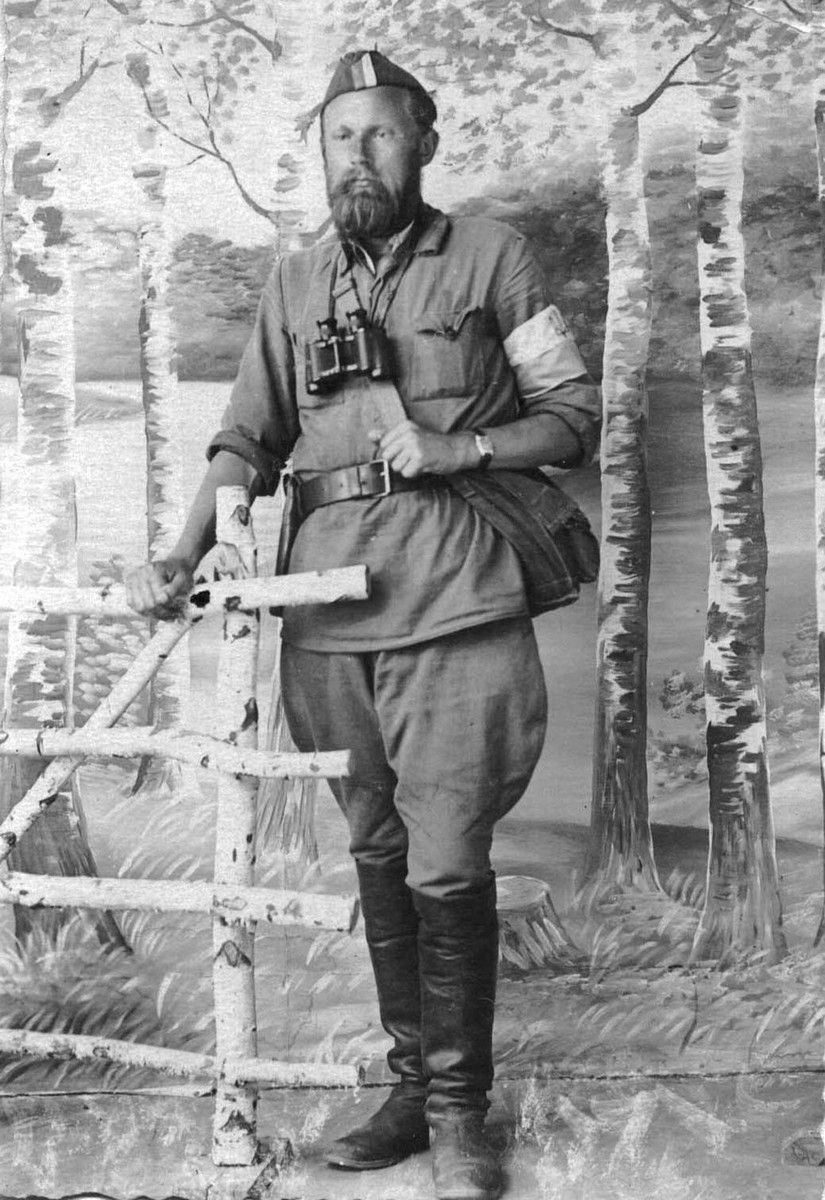
Тарас Боровець — отаман «Поліської Січі». 2 вересня 1941

В кінці серпня 1941 Бульба-Боровець направив на адресу райхскомісара України лист, де зазначалося, що «Поліська січ» суворо дотримуватиметься нейтралітету стосовно німців, якщо останні «перейдуть на методи нормальної військової окупації й припинять масові репресії».
Поліській Січі вдалося розгромити радянський гарнізон у місті Олевську, і опанувати значну територію у трикутнику Слуцьк-Гомель-Житомир, очистивши її від залишків Червоної Армії. Чисельність загонів Боровця на листопад 1941 зросла від 3 до 10 тисяч козаків. Основу формування складали чотири територіальні курені, і розгалужена мережа сільських і містечкових гарнізонів. Керівництво 213-ї охоронної дивізії легітимізувало виникнення цих гарнізонів дозволом на створення охоронних команд в містах до 100 чоловік, та в селах до 50 чоловік. Вони діяли під синьо-жовтим прапором і насаджували українську адміністрацію на місцях, нерідко конфліктуючи з цього приводу з німецькими гарнізонними і місцевими комендатурами. До прибуття цивільної адміністрації РКУ регіон був під повним контролем бульбівців, позаяк частини Вермахту просувались вперед, залишаючи тут тільки комендатури.
На майбутнє Боровець розробив схему створення української армії, що мала формуватися з територіальних частин та з'єднань. Найнижчою ланкою армії мали стати сільські відділи та сотні. Групи сотень складали курінь, ті в свою чергу мали формуватись у районні полки. Кілька полків становили обласну бригаду, дві-чотири бригади об'єднувались у Окружні Січі, на зразок Поліської (своєрідні з'єднання, на зразок корпусу).
З обох відламів ОУН встановити співпрацю Бульбі вдалось лише зі слабкими в цьому регіоні мельниківцями. В Рівному і інших містах Волині поліція здебільшого перебувала в руках ОУН-Б. На контакт з Боровцем бандерівці не йшли з ідеологічних засад, позаяк вимагали припинення «отаманщини» і підпорядкування власному Проводу. Натомість, ОУН-М виділила на прохання Бульби 10 молодих старшин, в яких у ПС була гостра потреба.
На початку вересня 1941 року армійське командування зробило спробу просунути ПС до лінії фронту під Чернігів. Боровець проігнорував цей наказ, провівши натомість серію переговорів в Рівному з командуванням Вермахту в Україні, з вимогою визнання ПС зародком української армії, і погоджуючись не на передислокацію на Чернігівщину, а виключно на розширення своєї діяльності на цю територію. Переговори завершились безрезультатно, німецький командувач Вермахту в РКУ генерал Кітцінгер сказав, що він не в праві ухвалювати політичні рішення, такі, як дозвіл на формування українських військ під власним командуванням.

## Функціонування

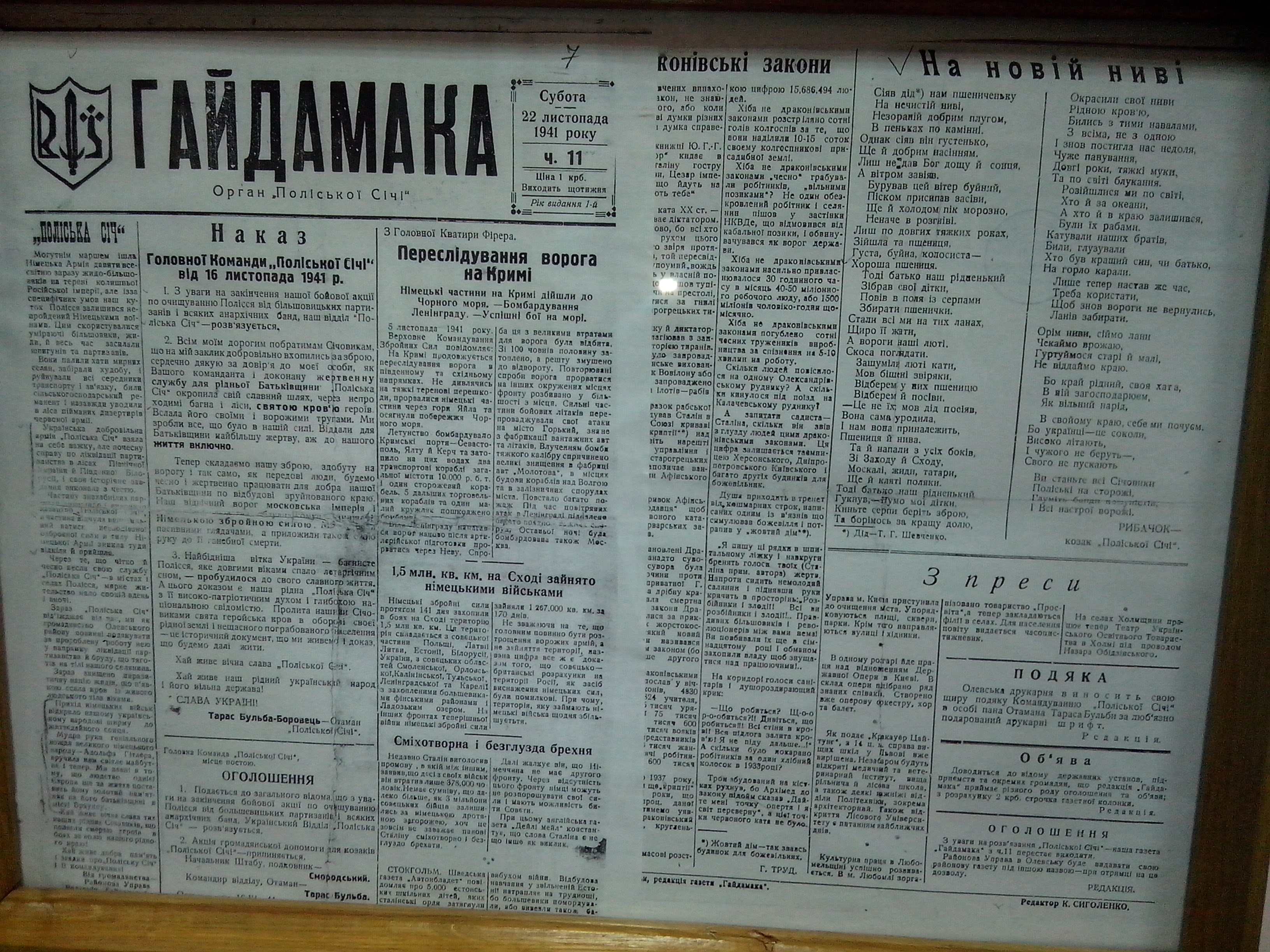
Останній номер друкованого органу Поліської Січі «Гайдамака» в краєзнавчому музеї м. Олевська

Олевська республіка включала територію Олевського району, частини суміжних з ним Овруцького, Лугинського, Ємільчинського районів Житомирщини та частину північно-східного регіону Рівненщини; крім того, загони Поліської Січі поширювали свій вплив на територію прикордонного білоруського Полісся. Функції уряду виконувала районна управа, голова Борис Симонович, секретар Грабовський; армія з міліцейськими функціями — Поліська Січ чисельністю від 1-ї до 5 тисяч чоловік, уніформа — цивільний одяг з шапкою-мазепинкою, жовто-синьою пов'язкою на лівій руці, старшини на пов'язці мали зображення тризуба, на пілотці — стрічку з національними кольорами (нова форма була в проекті); освітянськими проблемами займався освітній відділ; преса — газета «Гайдамака» (вийшло всього 11 номерів); грошова одиниця — радянський карбованець і німецька марка; релігія — православ'я, богослужіння проводилося в Свято-Миколаївській церкві священиком от. Михайлом Симоновичем; відбудовувалися місцевий кінотеатр і театр (готувалася п'єса «Посол на сесії»); відновлювалося виробництво порцелянового заводу, меблевої фабрики, на 1-ше листопада 1941 року.
Було заплановано пуск гідроелектростанції, з 16 вересня 1941 року в Олевську кожного вівторка проводилися ярмарки.
У будівлі теперішнього профтехучилища № 10 тоді розміщувався штаб Української Повстанської Армії «Поліська Січ». Загони «січовиків» навчались, марширували вулицями. На території садиби Богомазова є величний дореволюційний, двоповерховий будинок (зараз — районний військовий комісаріат). Як стверджують очевидці, це маєток поміщика-єврея, інспектора Волині по лісу. Усі приміщення садиби служили для розміщення Олевського гарнізону, який перебував тут до середини листопада 1941 р.
Двоповерхове приміщення теперішньої поліклініки займала управа Олевської республіки. Там була й місцева міліція, яка використовувала й підвальний льох для тих, хто провинився. Теперішній районний Будинок культури слугував у ту пору театром для вистав художньої самодіяльності військовиків та місцевих співаків, музик і танцюристів.
Слід відмітити, що тотальна німецька цензура сковувала національні публіцистичні пориви «січовиків», а також, щоб не розкривати справжні свої наміри в газеті «Гайдамака», вони, на жаль; спочатку змальовували Гітлера у яскравих тонах. Це було одним із тактичних ходів Тараса Боровця, що багатьом дає можливість обвинувачувати «бульбівців» у колабораціонізмі.
Не давали здійснитися планам з розбудови економіки краю диверсійні акції радянського підпілля. Партизанським загоном ім. Чапаєва у 1941 році в Олевську 11 вересня підірвано порцеляновий завод і електростанцію, 9 жовтня — меблеву фабрику, 13 жовтня — млин, 29 жовтня — маслозавод в с. Радовель.

## Ліквідація
Німецьке командування також дратувала «зухвала» самостійність дій Т. Бульби-Боровця, а особливо відмова виконувати накази про розстріл єврейського населення. Своє ставлення до «нового порядку» і до німецької влади Тарас Дмитрович висловлює в листах до Еріха Коха, райхскомісара України:
|  | Я позволю собі запитати Вас, Пане «Володарю» України, яким правом та Ваша державна банда виконала цей дикунський акт (розстріл мирних жителів у селі Озірці Рівненської обл.). Тут не є прифронтова зона. В кожній цивілізованій державі зобов'язує порядок проведення докладного слідства та карання тільки чиновників, а не кого запопало. Натомість так, як це чините ви, чинить тільки та банда, якій вже усувається ґрунт з-під ніг. Нечуване в історії цивілізованого людства масакрування жінок і дітей є останнім ганебним і безсилим засобом ... Ми не будемо толерувати ані одної краплини безвинної крові громадян України, без огляду на їх національну приналежність |

З другої половини липня 1941 року розстріли єврейського населення на Житомирщині проводила зондеркоманда 4а, яка за жовтень-листопад 1941 року розстріляла понад 8,5 тисяч осіб.
Т. Боровець своєю самостійністю дратував німецьку владу, і «умовляти» норовливого отамана виконувати накази із Житомира виїхав капітан СС Гічке.
За таких обставин, розуміючи, що загрожує йому і «січовикам», Тарас Бульба-Боровець видає 15 листопада 1941 року наказ про розпуск «Поліської Січі» — зважаючи на невдачі у леґітимізуванні власних прагнень, а також після перших проявів нацистської окупаційної політики, під приводом неможливості надалі співпрацювати з німецькою армією.
18 листопада конфлікт загострився відмовою старшин вже розформованої Січі співпрацювати з німецькою Айнзатцкомандою, яка надіслала офіцера з вимогою виділити йому людей для участі в розстрілі євреїв Олевська.
19 листопада рада старшин ПС ще й засудила цей акт «як ганебну дію».
За кілька місяців, в березні 1942 року, СД округи Волинь-Поділля розпочала масові репресії проти колишніх членів Поліської Січі, підштовхнувши цим бульбівців до збройного опору нацистам.
За період німецької окупації з листопада 1941 року по грудень 1943 року накази про розстріл мирного населення на території Олевського району видавалися гебітскомісаром м. Олевська Фішером та полковником Грацером.
Після завершення Другої світової війни Т. Бульба-Боровець постав перед англійським судом, де, поряд із звинуваченням у співпраці з нацистами, йому інкримінували єврейські погроми на окупованих територіях. Під час судового процесу з квітня по листопад 1946 року допитано понад тисячу свідків, серед яких було чимало євреїв. За результатами слідства Т. Боровця у всіх звинуваченнях було виправдано.

## Вшанування

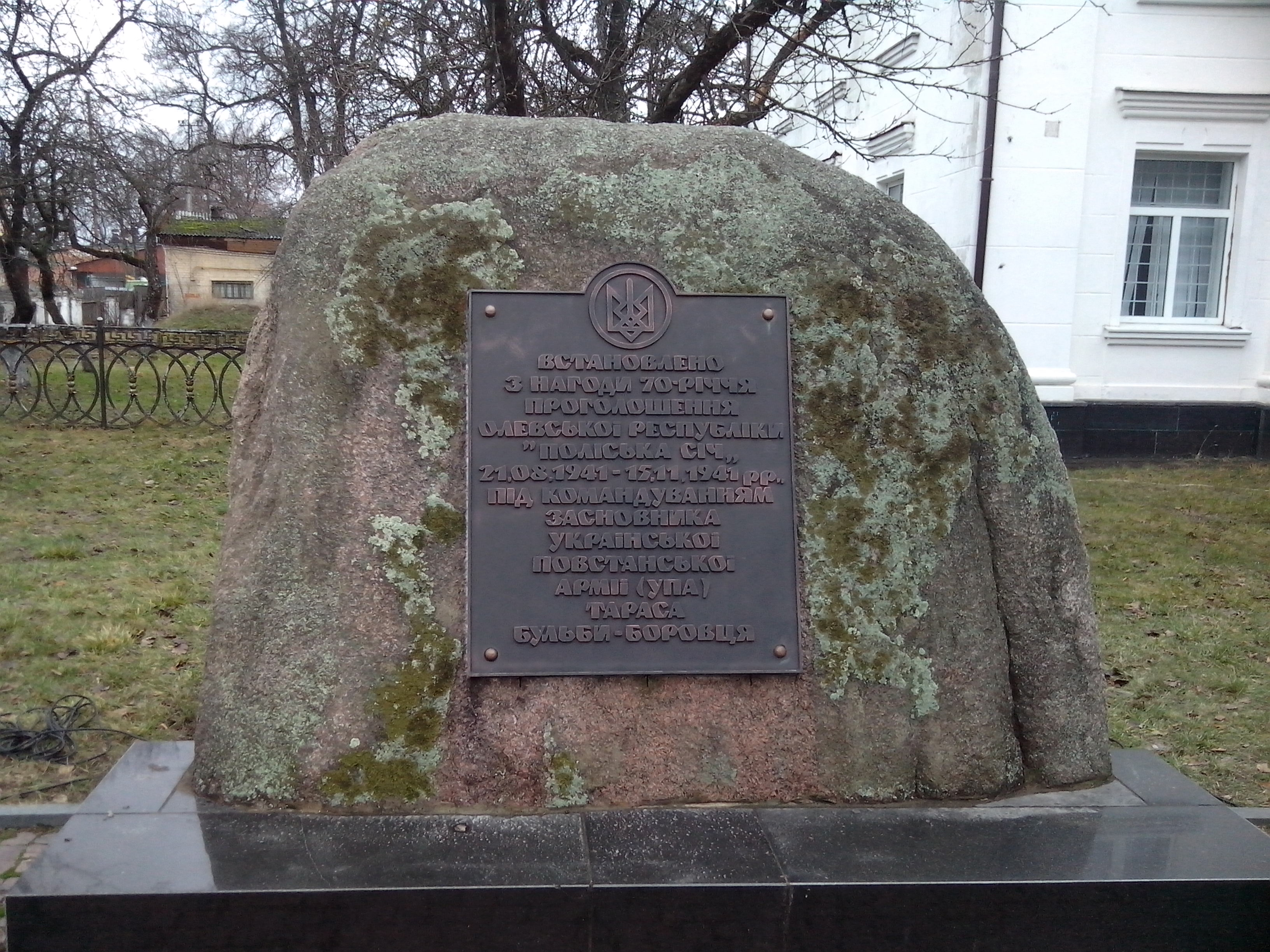
Пам'ятний знак на честь 70-річчя Поліської Січі

21 серпня 2011 року в місті Олевськ було урочисто відзначено 70-річчя від заснування Олевської республіки. Для увічнення цієї події в центрі міста на вулиці Володимирській було відкрито пам'ятний знак. Участь в урочистостях взяли жителі багатьох областей України.
В 2015 році одна з центральних вулиць міста Олевськ була названа вулицею Олевської республіки. Таку ж назву отримав і один з провулків.
10 грудня 2016 року в Олевську відбувся Всеукраїнський фестиваль «Олевська республіка».